# Coutevroult
Coutevroult är en kommun i departementet Seine-et-Marne i regionen Île-de-France i norra Frankrike. Kommunen ligger i kantonen Crécy-la-Chapelle som tillhör arrondissementet Meaux. År 2022 hade Coutevroult 1 191 invånare.

## Befolkningsutveckling
Antalet invånare i kommunen Coutevroult
| Referens: INSEE |